# Icham Mouissi
Icham Mouissi (Roubaix, 21 de setembre de 1982) és un futbolista professional francès, que ocupa la posició de defensa.
Va debutar a la primera divisió espanyola a la temporada 02/03, tot jugant un partit a les files del Racing de Santander. Sense massa fortuna la competició espanyola, va retornar al seu país. Internacional sub23 amb la selecció algeriana, mai va debutar amb l'absoluta.